# Gustaw Gizewiusz
Gustaw Herman Marcin Gizewiusz, Gisevius (ur. 21 maja 1810 w Jansborku, zm. 7 maja 1848 w Ostródzie) – polski pastor ewangelicki, działacz społeczno-narodowy i polityczny na Mazurach, literat, folklorysta, publicysta, tłumacz i redaktor, wydawca i bibliofil.

## Rodzina
Urodził się 21 maja 1810 roku w Jansborku w polskiej rodzinie Giżyckich osiadłej na Mazurach w XVI wieku, która uległa germanizacji, a jej nazwisko latynizacji. Jego ojciec Marcin był kierownikiem miejscowej szkoły miejskiej.

## Życiorys

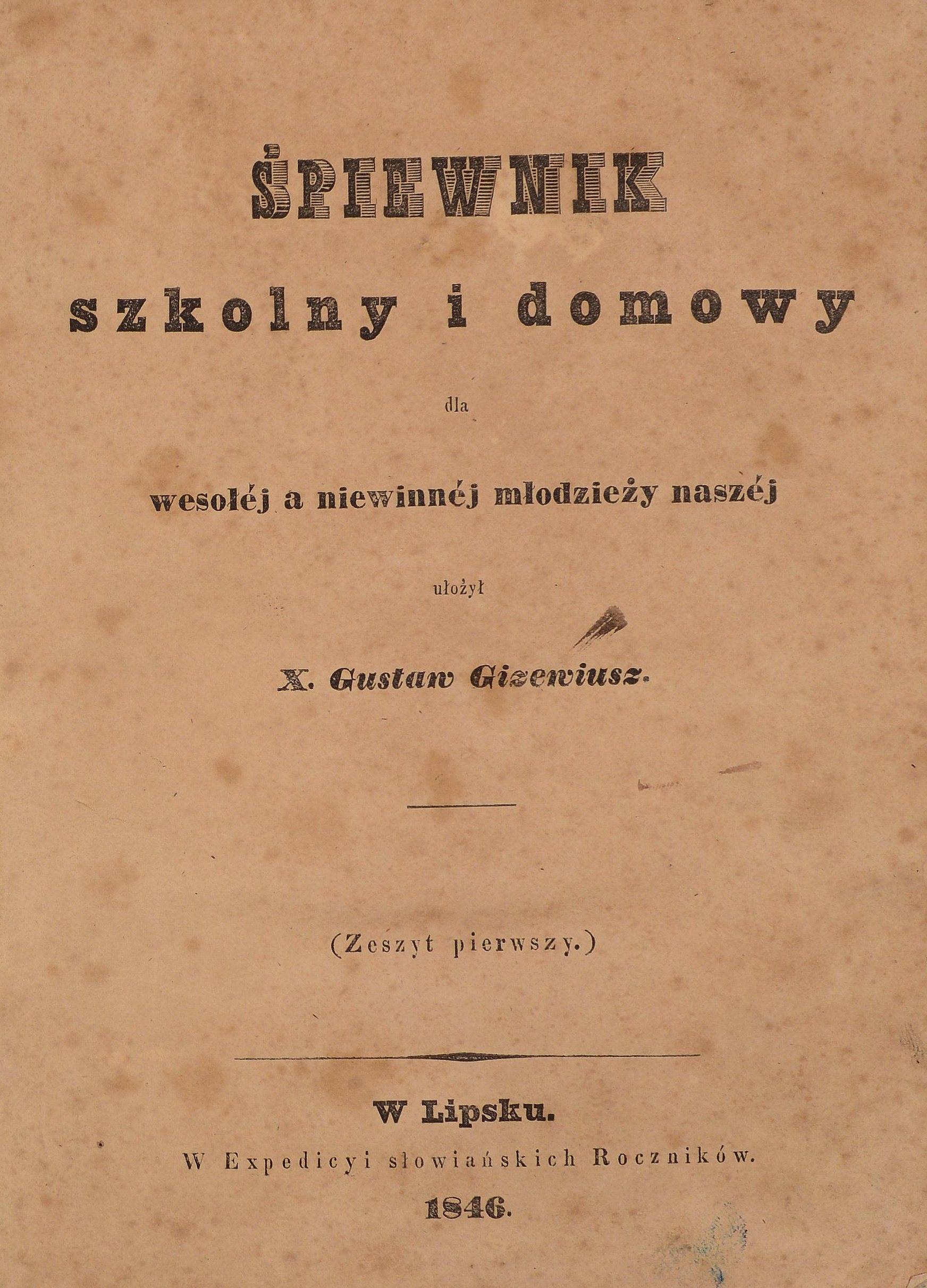
Gustaw Gizewiusz, Śpiewnik szkolny i domowy dla wesołej a niewinnej młodzieży naszej, Lipsk 1846

W 1828 roku ukończył gimnazjum w Ełku, gdzie opanował m.in. język polski, a następnie studiował teologię ewangelicką w Królewcu na Uniwersytecie Albrechta oraz – w jego ramach – w Seminarium Polskim.
W 1835 został polsko-ewangelickim kaznodzieją w Ostródzie, gdzie rozwinął wszechstronną działalność w obronie Mazurów, występując przeciwko germanizacji. W 1843 opublikował po niemiecku w Lipsku pracę pt. „Die polnische Nationalität in Preußen” (pol. „Narodowość polska w Prusiech”). Dwie następne części tej pracy ukazały się tamże w 1845 roku pod zmienionym tytułem „Die polnische Sprachfrage in Preußen” (pol. „Polska kwestia językowa w Prusiech”). W dziele tym na podstawie materiałów źródłowych demaskował metody germanizacyjne władz pruskich i wynaradawianie polskiej ludności. Przede wszystkim domagał się utrzymania języka polskiego w szkołach, a w celu powstrzymania germanizacji wydawał polskie książki dla Mazurów, między innymi tłumaczenie podręcznika szkolnego Przyjaciel młodzieży, we współpracy z Marcinem Gregorem (Królewiec 1845). Założył pierwsze polskie czasopismo dla Mazur: „Przyjaciel Ludu Łecki”.
Był obrońcą i propagatorem języka i kultury polskiej na Mazurach, a także utrzymywał kontakty ze środowiskami patriotycznymi w innych częściach ziem polskich oraz w Czechach i na Łużycach. W 1841 roku spotkał się w Ostródzie z innym znanym działaczem polskim Krzysztofem Celestynem Mrongowiuszem, który przekazał mu memoriał do króla pruskiego w sprawie swobód językowych dla ludności mazurskiej. Wiosną 1842 roku dokument ten wręczył osobiście królowi Prus Fryderykowi Wilhelmowi IV. Po powrocie z Berlina skomentował swoje starania w liście do Mrongowiusza: Na Boga! Trzeba podnieść wrzawę, gdyż szatańscy wrogowie polskości teraz tym więcej się krzątają dookoła swego piekielnego dzieła, ponieważ się coraz to bardziej domyślają, że rzemiosło mogłoby im być w najbliższym czasie wytrącone z ręki. Kandydował w 1848 roku do berlińskiego parlamentu jako przedstawiciel społeczności polskiej i uzyskał mandat posła, zmarł jednak przed jego objęciem - 7 maja 1848 roku w Ostródzie.
Spisywał pieśni ludu mazurskiego włączone później przez Oskara Kolberga do jego Dzieł Wszystkich. Do Mazurów pisał po polsku.

## Upamiętnienie
- Na jego cześć przemianowano w 1946 miasto Łuczany (Lec; niem. Lötzen) na Giżycko.
- Dziś jest patronem II Liceum Ogólnokształcącego w Giżycku oraz Szkoły Podstawowej nr 2 w Ostródzie.
- Jego nazwiskiem nazwano ulice w kilku miastach województwa warmińsko-mazurskiego: Ełku, Ostródzie, Olsztynie, Piszu, Iławie, Szczytnie, Braniewie, Wydminach.